# Алтухов, Иван Филиппович
Ива́н Фили́ппович Алтухо́в (8 июля 1920 — 29 августа 1994) — советский солдат, командир орудия 666-го артиллерийского полка 222-й стрелковой дивизии 33-й армии 3-го Белорусского фронта. Герой Советского Союза (21.02.1945), сержант.

## Биография

### Довоенный период
Родился в крестьянской семье. Получил неполное среднее образование. Работал на машинно-тракторной станции. Вступил в ряды Красной Армии в 1940 году.

### Великая Отечественная война
На фронтах войны с июля 1941 года. Вместе с советскими войсками освобождал Белоруссию и Прибалтику. Вступил в ВКП(б) в 1942-м.
23 июня 1944 года Алтухов, ведя огонь из артиллерийского орудия, поддержал захват своим полком плацдармов на реках Проня и Березина. 9 августа неподалёку от города Вилкавишкис расчет Алтухова уничтожил 4 вражеских танка и бронетранспортер.

Указом Президиума Верховного Совета СССР от 21 февраля 1945 года за образцовое выполнение боевых заданий командования на фронте борьбы с немецко-фашистскими захватчиками и проявленные при этом мужество и героизм, сержанту Алтухову Ивану Филипповичу присвоено звание Героя Советского Союза с вручением ордена Ленина и медали «Золотая Звезда».

### Послевоенные годы
С 1945 года был курсантом Сумского артиллерийского училища. В 1946 году сержант Алтухов — в запасе. В 1951-м он вновь призывается в ряды вооруженных сил, а в 1956 году — снова отправлен в запас. Жил в поселке Черемисиново. Умер 29 августа 1994 года.

## Память
- Именем Алтухова был назван студенческий отряд Курского медицинского института[1]

## Награды
- Медаль «Золотая Звезда» Героя Советского Союза (21.02.1945, медаль № 7229)
- Орден Ленина (21.02.1945)
- Орден Отечественной войны I степени
- Орден Отечественной войны II степени
- Медали, в том числе:
  - Медаль «За победу над Германией в Великой Отечественной войне 1941—1945 гг.»
  - Медаль «Двадцать лет победы в Великой Отечественной войне 1941-1945 гг.»
  - Медаль «Тридцать лет Победы в Великой Отечественной войне 1941-1945 гг.»
  - Медаль «Сорок лет Победы в Великой Отечественной войне 1941-1945 гг.»